# Itaberaba (ort)
Itaberaba är en ort i Brasilien.   Den ligger i kommunen Itaberaba och delstaten Bahia, i den östra delen av landet, 900 km öster om huvudstaden Brasília. Itaberaba ligger 274 meter över havet och antalet invånare är 47 301.
Terrängen runt Itaberaba är platt åt nordost, men åt sydväst är den kuperad. Terrängen runt Itaberaba sluttar österut. Det finns inga andra samhällen i närheten.
Omgivningarna runt Itaberaba är huvudsakligen savann. Runt Itaberaba är det ganska glesbefolkat, med 25 invånare per kvadratkilometer.